# Conjunt d'habitatges al carrer de la Rosa, 26-32 (Sabadell)
El Conjunt d'habitatges al carrer de la Rosa, 26-32 és una obra de Sabadell (Vallès Occidental) protegida com a Bé Cultural d'Interès Local.

## Descripció
Es tracta de construccions de planta baixa i tres pisos, situades en el recinte de la vila del xviii. La composició es troba més a prop dels habitatges agrícoles que dels que foren bastits a la segona meitat del segle xix. S'estableix una jerarquia diferent en l'alçaria de les plantes, ja que la planta baixa i la superior són les que tenen l'alçària menor, mentre que les restants tenen més alçària.